# ヴラツァ州
ヴラツァ州（ヴラツァしゅう、ブルガリア語: Област Враца, ラテン文字転写: Oblast Vratsa）はブルガリア北西部に位置する州。北にはドナウ川、南にはソフィア州に面している。

## 基礎自治体

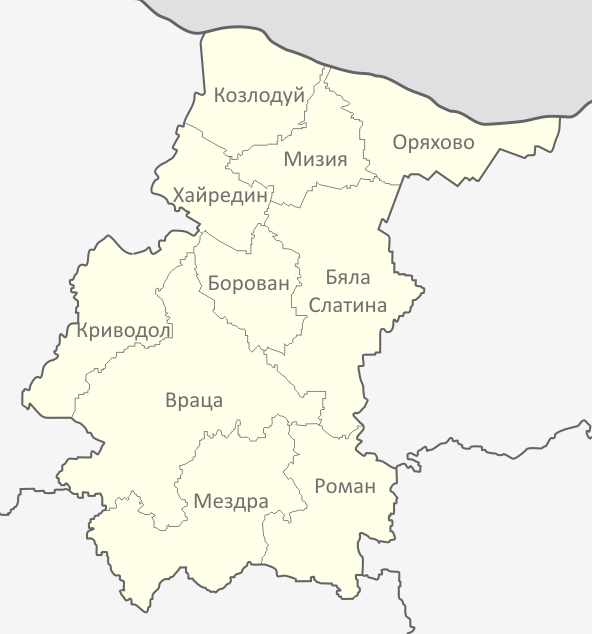
ヴラツァ州の基礎自治体

- ヴラツァ（Враца / Vratsa） - 州都
- ボロヴァン（Борован / Borovan）
- ビャラ・スラティナ（Бяла Слатина / Byala Slatina）
- ハイレディン（Хайредин / Hayredin）
- コズロドゥイ（Козлодуй / Kozloduy）
- クリヴォドル（Криводол / Krivodol）
- メズドラ（Мездра / Mezdra）
- ミジヤ（Мизия / Miziya）
- オリャホヴォ（Оряхово / Oryahovo）
- ロマン（Роман / Roman）

## インフラストラクチャー
水の供給システムは整備されているが、広域的な改善が必要である。コズロドゥイには原子力発電所があり、ブルガリアの重要な電力源となっている。
地域の道路網には、総延長1277キロメートルに及ぶ国道がある。最も多いのは、各基礎自治体の責任によって管理する第4級（市道級）の道路である。道路の保守業務は州の管轄である。メズドラにはブルガリアの各都市を結ぶ鉄道網の接続点となっている。州内の主な公共交通は100を超える路線を持つバスと、26路線のトロリーバスである。
州都のヴラツァは南部に位置し、ソフィアから116キロメートル離れている。ヴラツァからヴァルナへは414キロメートル、プロヴディフへは217キロメートル、プレヴェンへは108キロメートル、ブルガスへは416キロメートルである。欧州自動車道路は州を縦断している。ドナウ川沿いのオリャノヴォ市と対岸のルーマニアの町ベケット（Bechet）は物流、フェリー交通の拠点となっている。

## 労働力
労働者人口は48,892人で、サービス業に27,685人、製造業に19,020人、農業に2,187人がそれぞれ携わっている。労働者人口は2000年から増加に転じ、その多くは私企業に務めている。失業者の割合はブルガリア全国平均よりも高く、失業問題の改善は州の政策目標となっている、公企業での労働者の減少と私企業での労働者の増加量は一致している。高学歴者のほうが就業率は高い。

## 文化と休養
ヴラツァに2つ、コズロドゥイに1つホテルがある。ヴラツァから12キロメートルの山中にはサウナ、フィットネスなどの設備をもった休養施設がある。州内にはヴラチャンスキ・バルカン自然公園（Врачанският Балкан、Vrachanski Balkan）自然公園があり、ヴラチャンスキ・カルスト自然保護区、レデニカ洞窟（Пещерата Леденика、Peshterata Ledenika）などがある。

## 観光
主な観光場所には次のようなものがある。
- ヴラチャンスキ・カルスト自然保護区 - ヴラツァ山に形作られた美しい自然の岩肌
- ヴラチャンスキ・バルカン自然公園 - バルカン山脈の森林
- レデニカ洞窟 - 不思議な自然の造形
- ヴラツァ市チレン（Чирен、Chiren）村のポノラ洞窟
- ヴラツァ市内、レヴァ川（Лева、Leva）のヴラツァ危峡
- 『神の橋』 - 自然に形成された岩の橋とカルストの泉。ヴラツァ市チレン村
- ボロヴァンスカ・モギラ（Борованска могила、Borovanska mogila） - ボロヴァンの古墳。古代トラキア人の遺跡。
- スカクリャ滝（Скакля、Skaklya） - ブルガリアで最大の落差